# Hesketh 308
Hesketh 308 — гоночный  автомобиль, первый самостоятельно построенный командой Hesketh Racing для участия в сезоне Формулы-1 1974 года.

## История

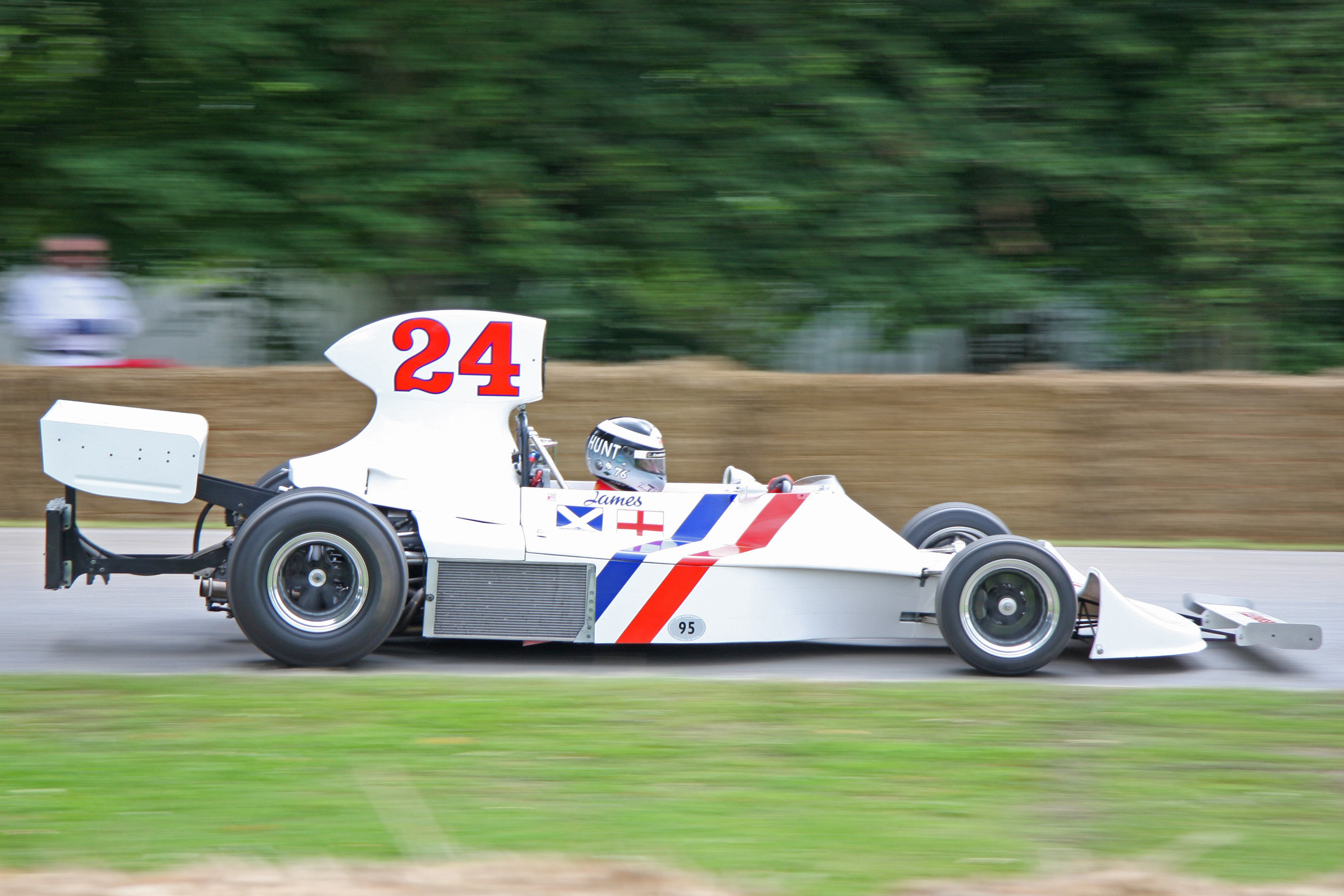
Hesketh 308B 1975 года в Гудвуде.

## Результаты выступлений команды Hesketh Racing
| Год  | Шасси    | Двигатель            | Шины | Пилоты  | 1    | 2   | 3   | 4    | 5    | 6    | 7    | 8    | 9    | 10   | 11   | 12   | 13  | 14   | 15  | Место | Очки |   |
| ---- | -------- | -------------------- | ---- | ------- | ---- | --- | --- | ---- | ---- | ---- | ---- | ---- | ---- | ---- | ---- | ---- | --- | ---- | --- | ----- | ---- | - |
| 1974 | 308      | Ford Cosworth DFV V8 | F    |         | АРГ  | БРА | ЮАР | ИСП  | БЕЛ  | МОН  | ШВЕ  | НИД  | ФРА  | ВЕЛ  | ГЕР  | АВТ  | ИТА | КАН  | США | 6     | 15   |   |
| 1974 | 308      | Ford Cosworth DFV V8 | F    | 24      | Хант |     |     | Сход | 10   | Сход | Сход | 3    | Сход | Сход | Сход | Сход | 3   | Сход | 4   | 6     | 15   | 3 |
| 1974 | 308      | Ford Cosworth DFV V8 | F    | Шектер  |      |     |     |      |      |      |      |      |      |      |      | НКВ  |     |      |     | 6     | 15   |   |
| 1975 | 308 308B | Ford Cosworth DFV V8 | G    |         | АРГ  | БРА | ЮАР | ИСП  | МОН  | БЕЛ  | ШВЕ  | НИД  | ФРА  | ВЕЛ  | ГЕР  | АВТ  | ИТА | США  |     | 4     | 33   |   |
| 1975 | 308 308B | Ford Cosworth DFV V8 | G    | 24      | Хант | 2   | 6   | Сход | Сход | Сход | Сход | Сход | 1    | 2    | 4    | Сход | 2   |      |     | 4     | 33   |   |
| 1975 | 308 308B | Ford Cosworth DFV V8 | G    | Ланджер |      |     |     |      |      |      |      |      |      |      |      | 13   | 13  | Сход |     | 4     | 33   |   |

| Легенда к таблице |                                                                    |
| --- | ------------------------------------------------------------------ |
| В таблице перечислены результаты всех Гран-при Формулы-1, в которых использовался автомобиль. Строками таблицы являются сезоны, столбцами — этапы чемпионата мира. В каждой клетке указаны сокращённое название этапа и результат, дополнительно обозначенный цветом. Расшифровка обозначений и цветов представлена в нижеследующей таблице. |                                                                    |
| \| Пример \| Описание \| \| ------------ \| ------------------------------------------------------------------ \| \| 1 \| Победитель \| \| 2 \| Второе место \| \| 3 \| Третье место \| \| 5 \| Финишировал, заработав очки \| \| Сход \| Не финишировал, но при этом заработал очки \| \| 12 \| Финишировал, не получив очков \| \| НКЛ \| Финишировал, но не попал в финальную классификацию \| \| 15 \| Участвовал вне зачёта, либо по отдельной классификации \| \| 18 \| Не финишировал, но попал в финальную классификацию \| \| Сход \| Не финишировал \| \| НКВ \| Не прошёл квалификацию \| \| НПКВ \| Не прошёл предквалификацию \| \| ДСК \| Дисквалифицирован \| \| ИСК \| Исключён из протокола соревнований \| \| ТТ \| Заявлен для участия только в тренировках \| \| НС \| Участвовал в квалификации, но не стартовал в гонке \| \| Т \| Травмирован или болен \| \| ОТК \| Отказ от участия \| \| НТР \| Прибыл на соревнования, но на трассу не выезжал \| \| НПР \| Был заявлен в числе участников, но не прибыл к началу соревнований \| \| О \| Соревнования отменены \| \| \| Не участвовал \| \| Поул-позиция \| \| \| Быстрый круг \| \| |                                                                    |
| Пример | Описание                                                           |
| 1 | Победитель                                                         |
| 2 | Второе место                                                       |
| 3 | Третье место                                                       |
| 5 | Финишировал, заработав очки                                        |
| Сход | Не финишировал, но при этом заработал очки                         |
| 12 | Финишировал, не получив очков                                      |
| НКЛ | Финишировал, но не попал в финальную классификацию                 |
| 15 | Участвовал вне зачёта, либо по отдельной классификации             |
| 18 | Не финишировал, но попал в финальную классификацию                 |
| Сход | Не финишировал                                                     |
| НКВ | Не прошёл квалификацию                                             |
| НПКВ | Не прошёл предквалификацию                                         |
| ДСК | Дисквалифицирован                                                  |
| ИСК | Исключён из протокола соревнований                                 |
| ТТ | Заявлен для участия только в тренировках                           |
| НС | Участвовал в квалификации, но не стартовал в гонке                 |
| Т | Травмирован или болен                                              |
| ОТК | Отказ от участия                                                   |
| НТР | Прибыл на соревнования, но на трассу не выезжал                    |
| НПР | Был заявлен в числе участников, но не прибыл к началу соревнований |
| О | Соревнования отменены                                              |
| | Не участвовал                                                      |
| Поул-позиция |                                                                    |
| Быстрый круг |                                                                    |